# میاریناریوو (بخش)
میاریناریوو (به لاتین: Miarinarivo) یک منطقهٔ مسکونی در ماداگاسکار است که در ایتاسی واقع شده‌است.
Miarinarivo در 100 کیلومتری آنتاناناریوو واقع شده است و مرکز منطقه ایتاسی و همچنین ناحیه خود است. از طریق جاده ملی 1 که از Antananarivo به Tsiroanomandidy منتهی می شود، می گذرد.